# Jens Holmboe (politiker)

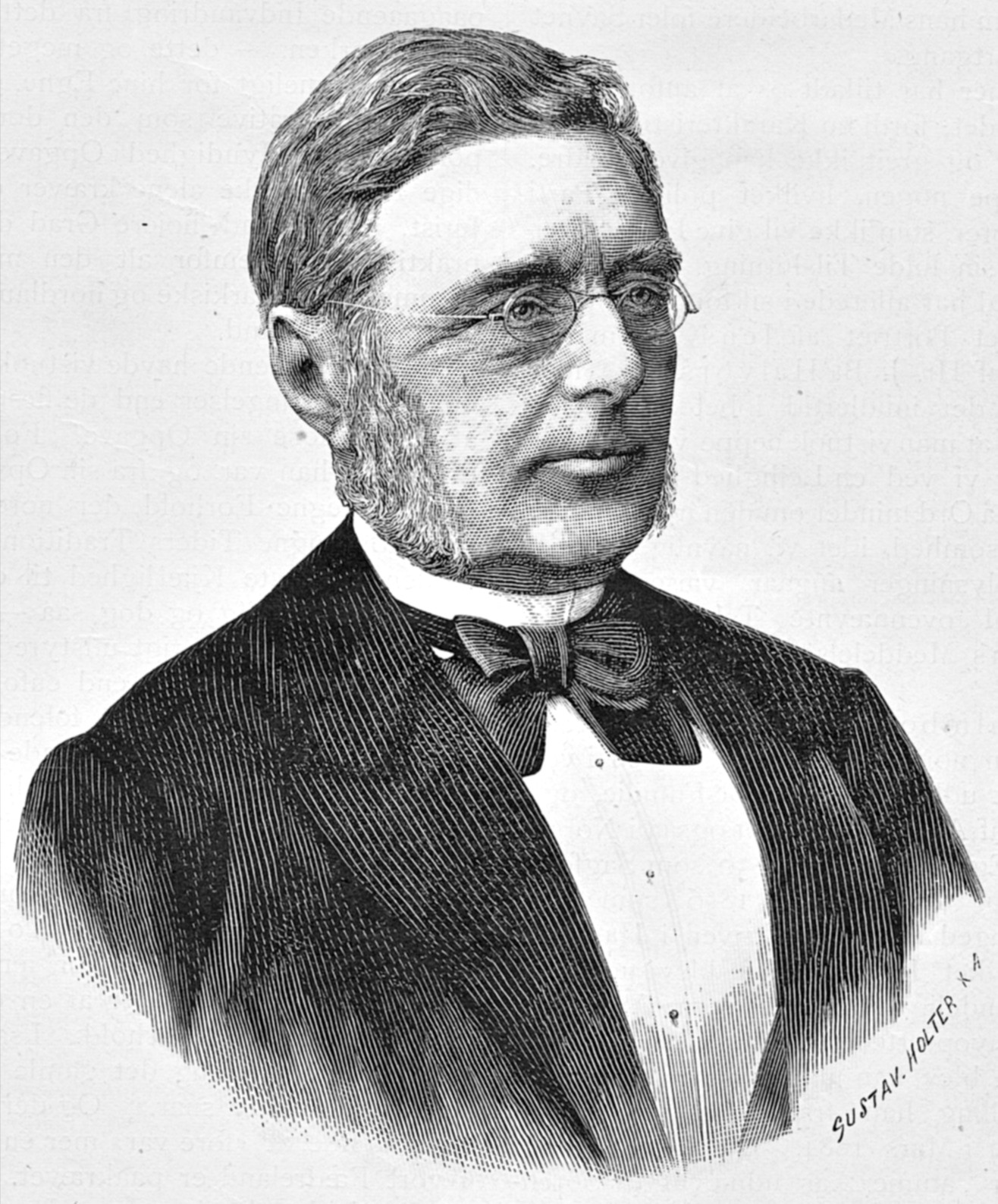
Jens Holmboe.

Jens Holmboe, född den 14 juli 1821 i Troms, död den 13 juni 1891 i Kristiania, var en norsk politiker, brorson till Hans Holmboe, far till Michael Holmboe.
Holmboe blev student 1839, juris kandidat 1845, 1850 sakförare i Tromsø, 1856 fogde och sorenskriver i Hammerfest och 1866 amtman i det nyupprättade Finmarkens amt. Han hade sedan 1859 representerat dessa trakter i stortinget och dels genom förslag, dels genom kommittéarbete (bland annat norsk-svenska lappkommittén) lagt i dagen en ingående kännedom om sociala och ekonomiska förhållanden. Det blev av vittomfattande betydelse att han 1874 blev statsråd. I denna egenskap skötte han de följande 10 åren kortare och längre tid alla sju regeringsdepartementen. Sedan han genom riksrättens dom i statsrådssaken 1884 blivit avsatt från sitt ämbete, blev han samma år sorenskriver i Moss. Han tillhörde 1886 stortinget som representant för Finmarkens amt; men valet blev inte godkänt. Däremot representerade han efter 1889 års val Smaalenenes amt till sin död.